# طب الأسنان الترميمي
طب الأسنان الترميمي هو الدراسة والتشخيص والإدارة المتكاملة لأمراض الأسنان والهياكل الداعمة لها وإعادة تأهيل الأسنان للمتطلبات الوظيفية والجمالية للشخص.
يشمل تخصصات طب الأسنان طب لب الأسنان (الحشوات)، مبحث دواعم الاسنان (اللثة)، ومبحث البدليات السنية (التعويضات السنية). ويستند تأسيسها على كيفية التفاعل في هذه الحالات التي تتطلب رعاية متعددة الأوجه. في المملكة المتحدة طب الأسنان الترميمي معترف به قانونيًا كتخصص في إطار توجيهات الاتحاد الأوروبي، مع أصوات من الجمعية البريطانية لطب الأسنان الترميمي، وجمعية  الاستشاريين والمتخصصين في طب الاسنان الترميمي.

## علاجات الأسنان الترميمية
1.زراعة الأسنان.
2.التيجان الخزفية والجسور الثابتة.
3.معالجة قناة الجذر.
4.ترصيع الاسنان والقشور الخزفية.
5.حشوة لونها بلون الاسنان.

## تعدد المواد السنية الترميمية
هي الأساس في تعويض بنية السن بحيث أن هذه المواد قد جعلت من ترميم النسج السنية الصلبة أمرًا ممكنًا وقد باتت مسيرة التطور والتقدم في صناعة المواد السنية الترميمة ملحوظة بشكل أسرع من التعويضات الصناعية للمناطق التشريحية الأخرى في جسم الإنسان.
تعد الحفرة الفموية أكثر مناطق الجسم تعقيدًا والتعامل معها يتطلب الكثير الكثير من الحذر والدقة فهي تحوي العديد من البكتريا وقوى ضغط عالية وتغير دائم في درجة الحموضة، إضافة لوجود اللعاب أي بيئة سائلة كما أن المواد السنية والتي توضع كمادة ترميمة ضمن الحفرة السنية المعدة يجب أن يتوفر فيها العديد من المتطلبات لكي تنسجم مع عملها.
لذلك لابد من التعرف الجيد على علم المواد والآليات الحيوية عند اختيار المواد من أجل تطبيقات سنية محددة وتصميم الحل الأمثل لترميم بنية السن أو الاستبدال.
تتضمن المواد السنية الترميمية نماذج من أصناف المواد الشائعة مثل: المعادن، الخزف، مواد مركبة (كالكومبوزت)
المواد السنية متضمنة: الاسمنتات، الزجاج الشاردي، المعادن الثمينة والرخيصة، خلائط الاملغم، مواد جبسية، مساحيق كأسية، شموع سنية ومواد أخرى مستعملة في عمليات الترميم.
كما تتنوع متطلبات خواص المواد وأدائها من الليونة العالية المطلوبة في مواد الطبع إلى الصلابة العالية المطلوبة في التيجان والتعويضات الثابتة والاندماج العال مع العظم المطلوب في الزرعات السنية.
ولفهم كيفية عمل أحد المواد ندرس تركيبها الكيميائي وخواصها الفيزيائية والميكانيكية وطريقة استعمالها لتعطينا الأداء الأمثل.

## جوانب طب الأسنان الترميمي

### الحشوات الترميمة
يضم هذا الاختصاص عدداً من الحشوات:
1.حشوات الأملغام
وتعرف بين المرضى باسم الحشوات الفضية لأن لها لوناً فضياً، وحشوة الأملغام تتكون من خليط من المعادن، وهي حشوة قوية ذات ديمومة عالية.
2. حشوات الكمبوزيت
وهي حشوات بلون الأسنان مما يكسبها جمالية عالية، وتلتصق بمادة السن لذلك تحافظ على ما تبقى من أجزائه.
3.حشوات السيراميك
تصنع من السراميك، قوية، فائقة الجمال، يمكن أن تصنع بجلسة واحدة باستعمال جهاز Cerec.

### دواعم الأسنان
يشمل الجوانب المتخصصة بالهياكل الداعمة للأسنان مثل اللثة، والعظام البلعمية
(الفك)، وملاط الجذور وأربطة اللثة.

### المعالجة التعويضية
هو تعويض الأسنان المفقودة بحسب الحاجة والحالة الموجودة عند المريض
سواءً كانت التعويضات كلية أو جزئية ثابتة أو متحركة.

### أسنان متكسرة (متصدعة)
لا تؤثر فقط على الثقة بالنفس، بل يمكن أن تؤثر على الصحة عمومًا. وبعيدًا عن ابتسامتك، يمكن لهذه القضايا أن تؤدي إلى حساسية الأسنان، مضغ غير مريح، وتسوس الأسنان، والتهابات، لذلك يعد طب الأسنان الترميمي من أهم فروع طب الأسنان التي تؤثر على الجوانب الصحية والنفسية بشكل كبير ومباشر.